# Luchthaven Henry E. Rohlsen
Henry E. Rohlsen Airport (IATA: STX, ICAO: TISX), voorheen Alexander Hamilton International Airport, is een publieke luchthaven 10 km ten zuidwesten van Christiansted, St. Croix, Amerikaanse Maagdeneilanden.